# Islas Väder
Islas Väder (en sueco: Väderöarna) es un archipiélago, situado a 15 km al oeste de Fjällbacka, en la localidad de Tanum, en la costa de Bohuslän en el oeste del país europeo de Suecia. El archipiélago cuenta con cerca de 400 islas e islotes. Fue habitado entre 1966 y el siglo XVIII, especialmente por los guardias de faros. En la actualidad, el archipiélago es un sitio turístico.
La acogida en las islas de grandes poblaciones de aves, les valió ser clasificadas como área importante para la conservación de aves.